# Wintzingerode (Leinefelde-Worbis)
Wintzingerode ist ein Stadtteil von Leinefelde-Worbis im Landkreis Eichsfeld in Thüringen.

## Lage
Der Ort Wintzingerode befindet sich im oberen Hahletal am Südwestrand des Ohmgebirges, etwa drei Kilometer nordnordwestlich von Worbis. Zum Ort gehört auch die Siedlung Bodenstein unmittelbar östlich der Burg Bodenstein. Zum Ort zählen weiterhin auch umfangreiche Wald- und Weideflächen nördlich der beiden Nachbarorte Kaltohmfeld und Kirchohmfeld, welche mit den Gutsbezirken Bodenstein und Adelsborn der Grafen und Freiherren von Wintzingerode zur Ortschaft gelangten.

## Geschichte
1204 wird der Ort Wintzingerode erstmals  in einer Urkunde, in der die Rechte des Klosters Lippoldsberg an dem Zehnten einiger Dörfer an das Kloster Pöhlde verkauft werden, erwähnt. Die Stammväter der späteren Grafen und Freiherren von Wintzingerode hatten hier ihren Wohnsitz. Oberhalb des Dorfes befindet sich die Burg Bodenstein. Die erste Erwähnung einer Kirche stammt aus dem Jahre 1389. Im 16. Jahrhundert nahm der Ort wie ihre Herrschaft den evangelischen Glauben an. Um 1530 war Wintzingerode eine wüste Dorfstätte. Durch einen Vergleich der Bauern aus fünf Dörfern mit Hans von Wintzingerode im Jahre 1580 wurde eine Wiederbesiedlung begünstigt. 1633 wurde durch Heinrich von Wintzingerode eine Freischule für die Kinder der Lehnspflichtigen eingerichtet.
Bei US-amerikanischem Artillerie-Beschuss am Abend des 9. April 1945 kamen sieben Einwohner ums Leben, davon sechs Frauen. Am 10. April wurde der Ort dann kampflos besetzt. Ab Anfang Juli 1945 wurde auch Wintzingerode durch die Rote Armee besetzt und in die SBZ eingegliedert.
Seit dem 16. März 2004 gehört der Ort zur Stadt Leinefelde-Worbis.

## Sehenswürdigkeiten
- St. Katharina (Wintzingerode)
- Krippenausstellung Wintzingerode
- Burg Bodenstein
- Katharinenquelle
- Katharinenteich (altes Freibad)
- Gruft der Grafen von Winzingerode

## Persönlichkeiten
- Gottlieb Ernst August Mehmel (1761–1840), Philosoph

## Verkehr
Der Bahnhof Wintzingerode lag an der Untereichsfeldbahn, welche inzwischen stillgelegt und hier von der um den Ort herumgelegten Bundesstraße 247 überbaut ist. Auf einem Teil des Gleisbettes wurde der Unstrut-Hahle-Radweg eingerichtet.

## Wappen
Blasonierung: „Gespalten, vorne in Grün ein silberner Linkswellenpfahl, hinten geteilt, oben in Silber eine schrägrechte rote Glefenspitze, unten gespalten von Schwarz und Rot, vorne drei silberne Balken, hinten ein linksgewendeter (entlang des Schildrandes) steigender goldener Löwe.“
Wappenerklärung: Der silberne Wellenbalken in Grün ist der Katharinenbach, der den Ort durchfließt, die Teilung links weist in erster Linie auf die ehemaligen Herrschaftsverhältnisse hin. Die rote Glefenspitze („Hellebardenspitze“, fälschlicherweise „Feuerhaken“ oder „Enterhaken“) in Silber steht für das Geschlecht derer von Wintzingerode, die die Geschichte des Ortes maßgeblich beeinflussten, für das Adelsgeschlecht derer von Bodenstein, die nachweisbar im 13. Jahrhundert in Wintzingerode Güter besaßen und sich nach der gleichnamigen Burg Bodenstein benannten, stehen die silbernen Balken in Schwarz und der Löwe in Rot.